# 79241 Fulviobressan
79241 Fulviobressan este un asteroid din centura principală de asteroizi.

## Descriere
79241 Fulviobressan este un asteroid din centura principală de asteroizi. A fost descoperit pe 26 august 1994 la observatorul astronomic din Farra d'Isonzo. Asteroidul prezintă o orbită caracterizată de o semiaxă mare de 2,38 ua, o excentricitate de 0,13 și o înclinație de 4,0° în raport cu ecliptica.